# Omni United
Omni United Pte. Ltd — производитель и дистрибьютор шин со штаб-квартирой в Сингапуре. Компания разрабатывает и производит шины в партнёрстве с производителями из Таиланда, Индонезии, Китая и Индии. Omni United владеет торговыми марками Radar, Patriot и Corsa, а также занимается маркетингом, продажей и дистрибуцией нескольких других торговых марок. Компания была основана в 2003 году Г. С. Сарином (G. S. Sareen), который до основания Omni United являлся предпринимателем в сфере электронной коммерции. Omni United продаёт более 5 миллионов единиц шин для легковых и малотоннажных грузовых автомобилей в 50 странах. В настоящее время компания продаёт более двух миллионов единиц шин для легковых и малотоннажных грузовых автомобилей в год в США.
В 2013 году компания вошла в автоспорт под брендом Radar Tires. В ноябре 2014 года компания запустила Timberland Tires, партнёрство с компанией по производству одежды и обуви Timberland, чтобы создавать шины, предназначенные для переработки в подошву обувной одежды Timberland. В октябре 2015 года компания Omni United приобрела Interstate Tire Distributor — калифорнийского оптового продавца с шестью филиалами в четырёх западных штатах. В июне 2016 года компания завершила сделку по приобретению техасской компании A to Z Tire & Battery, Inc. С тех пор этот бизнес был переименован в Omnisource.

## Бренды

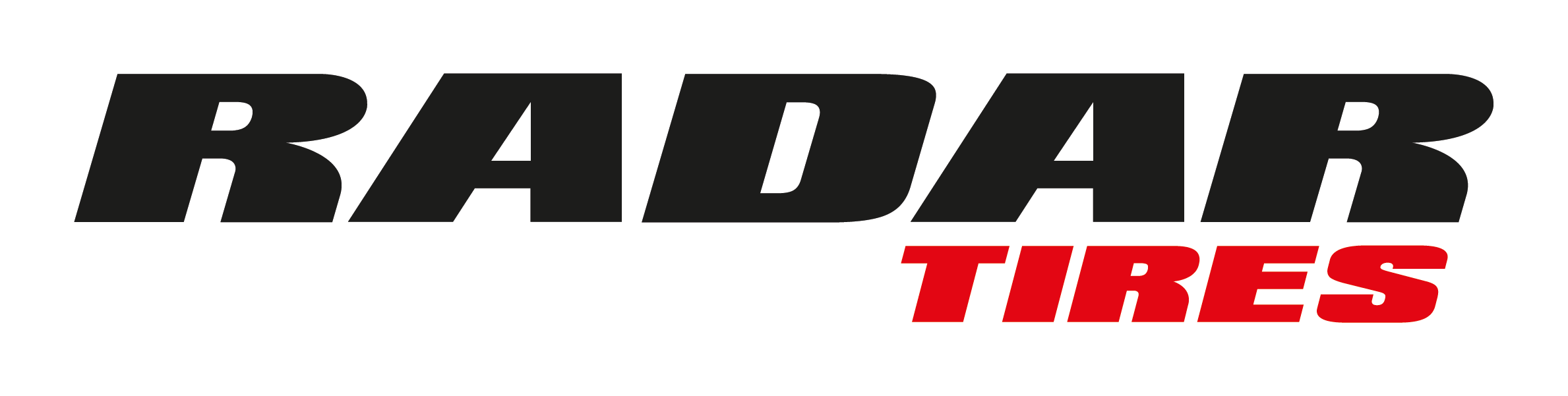
Radar Tires — флагманский бренд компании Omni United со штаб-квартирой в Сингапуре.

Omni United выпускает зимние и летние шины для легковых автомобилей, внедорожников и прицепов под следующими основными торговыми марками:
- Radar Tires
- Timberland Tires
- Patriot[5]
- American Tourer
- Roadlux
- Corsa
- Tecnica
- Agora

## Radar Tires
Radar Tires — бренд, принадлежащий компании Omni United. Запущен в 2006 году. Под брендом продаются зимние и летние шины для легковых автомобилей, внедорожников и прицепов.

## Timberland Tires
Timberland Tires — сотрудничество между Omni United и Timberland. Шины имеют резиновую формулу, которая подходит для переработки шин в конце их срока службы в подошву для обуви Timberland.
В настоящее время продаются 35 типоразмеров Timberland Cross и 30 типоразмеров Timberland A/T.

## Patriot
Торговая марка Patriot, основанная в 2016 году, принадлежит компании Omni United. Под маркой выпускаются шины для SUV и LT.

## American Tourer
American Tourer — бренд Omni United по производству легковых автомобилей и кроссоверов.

## Omnisource
Компания Omnisource, ранее известная как A to Z Tire and Interstate Tire, была основана в 1926 году под названием Amarillo Bus Company. В настоящее время Omnisource управляет 2 складскими помещениями в Техасе и Калифорнии, поддерживая оптовых клиентов, с 100000 кв. футов (9300 м2) складских площадей.

## Программы спортивного маркетинга

### Спонсорство LPGA — Джоди Эварт Шадофф
В 2016 году компания объявила о спонсорстве игрока LPGA Джоди Эварта Шадоффа (Jodi Ewart Shadoff). В рамках соглашения с Omni United уроженка Англии Джоди Эварт Шадофф носит логотип бренда Radar Tires на своей футболке для гольфа и другой одежде на всех турнирах. Джоди продолжала представлять Radar Tires в сезоне LPGA 2020 года.

### Автоспорт
В 2013 году компания Radar Tires вошла в мир гонок по бездорожью и автоспорту в Lucas Oil Off Road Racing Series, SCORE International Desert Series и TORC: The Off Road Championship. В этих сериях компания участвует в гонках по пустыне на короткой дистанции по бездорожью и гонках по пустыне на длинной дистанции. В первом сезоне Radar была представлена шина Renegade R5 M/T. Компания Radar Tires победила в классе 10 на SCORE International Baja 500.